# Popis hrvatskih veleposlanika u Monaku
Republika Hrvatska i Kneževina Monako održavaju diplomatske odnose od 14. prosinca 2007. Sjedište veleposlanstva je u Parizu.

## Veleposlanici
Hrvatska nema rezidentno veleposlanstvo u Monaku. Veleposlanstvo Republike Hrvatske u Francuskoj Republici pokriva Kneževinu Monako, Benin, Čad, Ekvatorsku Gvineju, Gvineju, Kongo, Niger, Demokratsku Republiku Kongo, Togo, Srednjoafričku Republiku.
| Veleposlanik  | Postavljenje        | Opoziv             | Sjedište |
| ------------- | ------------------- | ------------------ | -------- |
| Mirko Galić   | 31. listopada 2007. | 31. prosinca 2012. | Pariz    |
| Ivo Goldstein | 8. svibnja 2013.    | 31. kolovoza 2017. | Pariz    |
| Filip Vučak   | 13. studenoga 2017. |                    | Pariz    |

## Vanjske poveznice
- Monako na stranici MVEP-a